# Un pugno nella notte
Un pugno nella notte è un album di Umberto Balsamo, pubblicato nel 1992.
In seguito il cantautore non pubblicherà più album contenenti brani inediti per altri undici anni. L'album fu dedicato alla memoria dell'autore televisivo Illy Reale.

## Tracce
1. Un pugno nella notte
2. Jenny
3. Il mare dentro
4. La farfalla
5. Nuvole
6. Il volo
7. Sabbia
8. Quel che volevo